# Kurzycko
Kurzycko (do 1945 niem. Voigtsdorf) – wieś w Polsce położona w województwie zachodniopomorskim, w powiecie gryfińskim, w gminie Mieszkowice, nad rzeką Kurzycą. Według danych z 2010 liczyła 202 mieszkańców.
Miejscowość znajdowała się od ok. 1250 na terytorium powstałej Nowej Marchii, pierwsza wzmianka pochodzi z 1305. Na przestrzeni wieków miała wielu właścicieli, najdłużej była w posiadaniu rodu von Sydow (1466–1691). Od 1945 leży w granicach Polski.
W miejscowości znajduje się kościół salowy w stylu gotyckim z 1. poł. XIV w., z wieżą dobudowaną w 1611.

## Układ przestrzenny
Wieś ma charakter niewykształconej wielodrożnicy z czytelnym ulicowym układem zabudowy, w części płd. (chłopskiej) w formie czworoboku zorientowanego na osi północ – południe po obu stronach rzeki Kurzycy. Zabudowa złożona z niewielkich, dwu- i trzybudynkowych zagród, o nieregularnych działkach siedliskowych; dominują budynki murowane, wzniesione na pocz. XX w. oraz sporadycznie ryglowe stodoły z końca XIX w. Zespół folwarczny uległ dewaloryzacji i dezintegracji.

## Nazwa
Niemiecka nazwa pochodzi prawdopodobnie od Voigt "wójt" i Dorf "wieś". W XIV w. mogła tu istnieć siedziba wójta terytorialnego ziemi mieszkowickiej.
Identyfikacja Kurzycka z wsią Carkzowe jest błędna - nazwa ta jest wymieniana w dokumencie templariuszy z 31 grudnia 1262, w którym Jan i Otton z dynastii askańskiej zawierają ugodę z Widekindem (Widekinusem), mistrzem templariuszy w Niemczech i krajach słowiańskich, na mocy którego templariusze w zamian za zrzeczenie się praw do miejscowości leżących przy drodze do Gorzowa (oppidum – prawdopodobnie przedlokacyjna osada targowa pod Kostrzynem, Kłośnica, Warniki, Dąbroszyn, Pudignowe i Witnica) oraz dóbr komandorii w Myśliborzu, otrzymują potwierdzenie posiadania komandorii chwarszczańskiej wraz z dziesięcioma wsiami (Bogusław, Carkzowe?, Cychry, Dargomyśl, Dębno, Gudzisz, Krześnica, Nyvik?, Oborzany, Sarbinowo). Wieś Carkzowe prawdopodobnie przestała istnieć już w średniowieczu, a znajdowała się na terenie lasu Karrheide, na północny zachód od Dębna. W tej okolicy w XVIII i XIX w. istniały obiekty terenowe o podobnym nazewnictwie – zanikające jezioro Karrzee, bagno Karfenn, łęg Karrbruch i łąka Karre.
Nazwa na przestrzeni wieków: Voghedystorp 1305; Vogtzstorp 1337; Voydsdorp 1338;Neystorp (Voystorp) 1368; Vogtsdorf 1837; Voigtsdorf do 1945.
Obecna nazwa miejscowości nawiązuje do rzeki Kurzycy (niem. Kuritz Fliess, ale też Kunitz Fliess 1850).

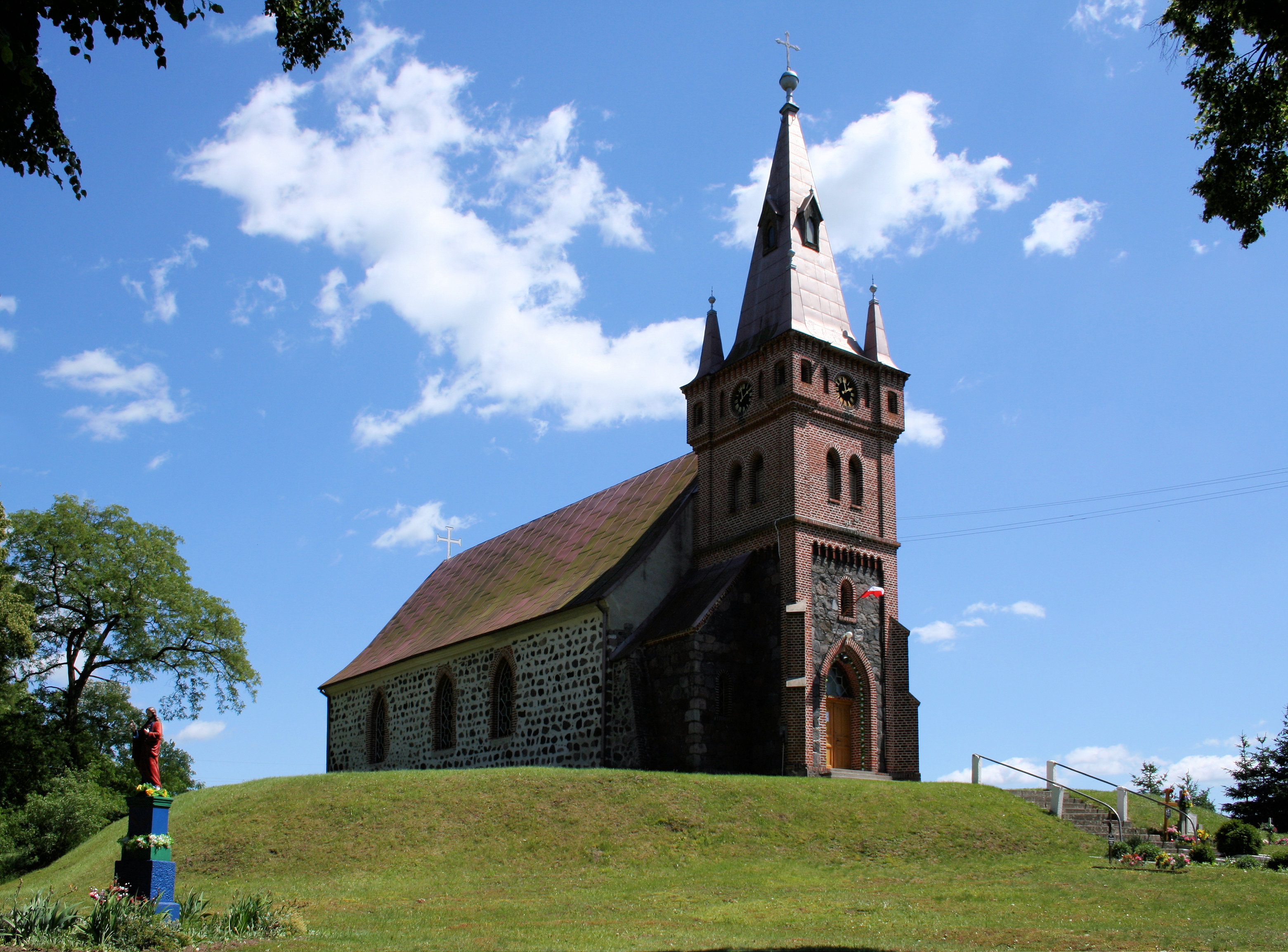
Kościół pw. Świętych Apostołów Piotra i Pawła

## Historia
- VIII-poł. X w. – na obszarze w widłach Odry i dolnej Warty krzyżują się prądy osadnicze z Wielkopolski, Pomorza i ziemi lubuskiej (Dolnych Łużyc). Brak wśród historyków zgody co do przynależności plemiennej tego terytorium, zatem za częścią badaczy przyjmuje się, iż wpływ plemienia Lubuszan sięgał na północy do Myśliborza, po czym w kierunku Pomorza znajdowały się tereny zamieszkane przez plemię Pyrzyczan. Mieszkańcy zajmowali się głównie gospodarką rolniczo-hodowlaną.
- 960–972 – książę Mieszko I opanowuje tereny nadodrzańskie, obejmujące obręb późniejszej kasztelani cedyńskiej, ziemię kiniecką i kostrzyńską
- 1005 (lub 1007) – Polska traci zwierzchność nad Pomorzem, w tym również nad terytorium w widłach Odry i dolnej Warty.
- 1112-1116 – w wyniku wyprawy Bolesława Krzywoustego, Pomorze Zachodnie uznaje zwierzchność lenną Polski
- Pocz. XIII w. – obszar na północ od linii Noteci-dolnej Warty i zachód od Gwdy w dorzeczu Myśli, Drawy, środkowej Iny, stanowi część składową księstwa pomorskiego; w niewyjaśnionych okolicznościach zostaje przejęty przez księcia wielkopolskiego Władysława Laskonogiego, a następnie jego bratanka, Władysława Odonica[8]
- 1250 – margrabiowie brandenburscy z dynastii Askańczyków rozpoczynają ekspansję na wschód od Odry; z zajmowanych kolejno obszarów powstaje z czasem Nowa Marchia
- 8.10.1305 – wieś wzmiankowana w dokumencie margrabiów Ottona i Waldemara jako Voghedystorp (per manus Gherardi de Voghedystorp, nostre curie Notarii Gerhard z Voghedystorp, notariusz margrabiów brandenburskich)[9]
- 1320-1323 – po wygaśnięciu dynastii askańskiej, Nowa Marchia przejściowo przechodzi we władanie książąt pomorskich
- 1323 – władzę w Nowej Marchii obejmują Wittelsbachowie
- 1337 – wzmianka w księdze ziemskiej margrabiego brandenburskiego Ludwika Starszego pod nazwą Vogtzstorp w ziemi mieszkowickiej: Vogtzstorp habet LII mansos, dos IIII, Henningus et Nicolaus de vogtzstorp pro seruicio XIIII mansos ut dicunt, pactus VI modis silliginis et tot auene sed quondam IX modis, taberna deserta, Molendinum desertum[10] – wieś liczy 52 łany, wolne od ciężarów podatkowych są 4 łany parafialne (dos), lennikami zobowiązanym do służby konnej są Henning i Mikołaj von Vogtzstorp posiadający 14 łanów jak twierdzą (czyli jest to nieudokumentowane), pakt (pactus) płacony rycerstwu przez chłopów wynosi 6 półkorców (modis) żyta i tyle samo owsa, a czasami 9 półkorców, karczma (taberna) jest opuszczona, młyn opuszczony.
- 20.09.1338 – margrabia Ludwik nadaje w lenno Mikołajowi (Nycolao) Voydsdorp posiadłości we wsi; miał on obowiązek wystawienia jeźdźca ciężkozbrojnego (dextrarii)[11]

| Imię i nazwisko                  | Lata                 |
| -------------------------------- | -------------------- |
| Voghedystorp, Voydsdorp          | przed? 1305-1351?    |
| von Mörner                       | 1351-?               |
| Tydeke Elzholte                  | 1372                 |
| von Sydow                        | 1466–1691            |
| Kerstien Stenbeke                | 1512                 |
| Christoph von Tischberg          | przed? 1571-po? 1583 |
| Wolf Heinrich von Horker pół wsi | przed? 1664-1696     |
| von Pfuhl, pół wsi cała wieś     | 1691 1696-1776       |
| von Kleist                       | 1776-1779            |
| von Wobeser                      | 1779-1801            |
| von Rohr                         | 1801-1802            |
| Eisenhart                        | 1802-1807            |
| Christian Friedrich Vorpahl      | 1807–1813            |
| Kranz                            | 1813-1817            |
| Funk                             | 1813-52              |
| Haase                            | 1852- ok. 1856–58    |
| Goltz                            | ok. 1856–58- po 1908 |
| Erich Baarth                     | po 1908-?            |

- 1351 – wieś staje się lennem rodziny von Mörner
- 1372 – połowa wsi należy do Tydeke Elzholte
- 1402-1454/55 – ziemie Nowej Marchii pod rządami zakonu krzyżackiego
- 1466 - Cuno Sydow, sędzia nadworny (niem. Hofrichter) w Mieszkowicach, otrzymuje 6 łanów we wsi; ród ten posiadał dobra w Kurzycku do 1691
- 1512 – wieś przejściowo w posiadaniu rycerza Kerstiena Stenbeke[12]
- 1535-1571 – za rządów Jana kostrzyńskiego Nowa Marchia staje się niezależnym państwem w ramach Świętego Cesarstwa Rzymskiego
- 1538 – margrabia Jan kostrzyński oficjalnie wprowadza na terenie Nowej Marchii luteranizm jako religię obowiązującą
- przed? 1571-po? 1583 – wieś przejściowo w posiadaniu rycerza Christopha von Tischberg
- 1608 – ród von Sydow ma we wsi dwór, wymienianych jest dwóch członków rodziny
- 1637 – we wsi jest 8 chłopów małorolnych (zagrodników)
- Najpóźniej 1664 – Heinrich von Sydow sprzedaje połowę majątku Wolfowi Heinrichowi von Horker; jego siostra była żoną Christopha von Sydow z Kurzycka (zm. przed 1643)
- 1673 – kościół w Kurzycku jest filą kościoła w Mieszkowicach
- 1691 – starosta (niem. Landrath) Heine (Heinrich) Detlov von Pfuhl (Pfuel) z Schulzendorf nabywa drugą połowę majątku od Hansa Ehrenreicha (Młodszego) von Sydow
- 1696 – Heine von Pfuhl nabywa część majątku należącą do Wolfa Heinricha von Horker
- 1701 – powstanie Królestwa Prus
- 1718 – we wsi jest 1 chłop pełnorolny Wulff z 2 łanami ziemi oraz 7 chłopów małorolnych (zagrodników): Düffel, Steinkopf, Stoltz, Gesche i Stiller z łanem ziemi
- 1776 – prawa do majątku nabywa Henriette Gottliebe von Kleist, z domu Schrötter, żona kapitana Alexandra Georga Wilhelma von Kleist (ur. 1731, zm. 1809)
- 1779 – prawa do majątku nabywa Ernst Bogislav von Wobeser (ur. 6.02.1724, zm. 14.03.1801, właściciel majątku w Bielinie)
- 1801 – syn Ernsta, Karl Georg Friedrich von Wobeser z Bielina, sprzedaje prawa do majątku von Rohrowi z Oegeln
- 1802-1805 – właścicielem majątku o wielkości 3478 mórg jest radca domeny (dzierżawca domeny, niem. Amtsrath) Eisenhart (nabył go za cenę 20 000 talarów)[13]
- 1805 – majątek dziedziczy córka radcy Eisenharta, Charlotte; 25.03.1807 wychodzi ona za mąż za Christiana Friedricha Vorpahl, starszego kapelana w Mieszkowicach (w latach 1792–1809)
- 1806-1807 – Nowa Marchia pod okupacją wojsk napoleońskich; na mocy traktatu w Tylży w dniu 12.07.1807 wojska francuskie opuszczają terytorium państwa pruskiego z wyjątkiem niektórych ważniejszych twierdz, pod warunkiem spłaty bądź zabezpieczenia nałożonej na Prusy kontrybucji wojennej.
- 1807-1811 – reformy gospodarcze Steina- Hardenberga dotyczące zniesienia poddaństwa chłopów w Prusach (najpierw w królewszczyznach, następnie w dobrach prywatnych); w zamian za uwłaszczenie dziedzic otrzymywał od chłopa odszkodowanie pieniężne, w postaci robocizny w określonym czasie lub części ziemi, przy czym to nie mogło przekroczyć połowy gospodarstwa chłopskiego
- 1813 – majątek Kurzycko nabywa zarządca domeny (niem. Amtsmann) Kranz z Jahnsfelde
- 1815-1818 – reformy administracyjne Prus zmieniają strukturę Nowej Marchii; wieś należy do powiatu Chojna, w rejencji frankfurckiej, w prowincji brandenburskiej
- 1816 – obowiązek uwłaszczenia chłopów w Prusach ograniczono do gospodarstw sprzężajnych, tj. posiadających co najmniej dwa zwierzęta pociągowe (konie lub woły)
- 1817 – po śmierci Kranza majątek dziedziczy jego córka, żona zarządcy Funka z Chwarszczan
- 1849 – majątek dziedziczy ich córka Rosalie Funk, stanu wolnego
- 1850 – uwłaszczenie chłopów w Prusach rozszerzono na wszystkie gospodarstwa chłopskie, aczkolwiek do tego czasu wielu chłopów zostało przez panów usuniętych z ziemi lub zbankrutowało
- 1852 – po śmierci Rosalie Funk majątek przechodzi w posiadanie jej siostry, żony aptekarza Haase ze Świebodzina
- 1871-1918 – Nowa Marchia w ramach zjednoczonej Drugiej Rzeszy Niemieckiej
- po 1908 – od rodziny Goltz majątek nabywa kapitan w stanie spoczynku Erich Baarth (syn byłego starosty powiatu poznańskiego wschodniego, Arthura Baartha[14]); liczy on 1092 ha ziemi
- 1928 – ziemie wsi (wspólnoty) liczą 125,9 ha, zaś majątku 933,4 ha
- 04.02.1945 – zajęcie wsi przez 5 Armię 1 Frontu Białoruskiego
- od 1945 – napływ osadników, głównie ze wschodnich kresów (Wileńszczyzna, okolice Lwowa)
- XII.1963 – powstaje placówka duszpasterska w Kurzycku, wydzielona z parafii Mieszkowice, obejmująca miejscowości: Czelin, Gozdowice, Kurzycko, Kłosów, Stary Błeszyn, Stare Łysogórki. Obsługuje ją dotychczasowy wikariusz mieszkowicki ks. Lech Stasiewski.
- 25.04.1973 – erygowanie parafii Kurzycko; siedzibą parafii jest Czelin, gdzie zbudowano plebanię
- 1975–1998 – miejscowość administracyjnie należała do województwa szczecińskiego
- 1977 – rozebrano dwór
- 02.12.2000 – ustanowienie parafii pw. Najświętszej Maryi Panny Częstochowskiej w Czelinie, kościół pw. Świętych Apostołów Piotra i Pawła w Kurzycku staje się filialnym

## Ludność
Liczba ludności w ostatnich 3 wiekach (wieś i majątek):

## Organizacje i instytucje
- Ochotnicza straż pożarna
- Koło gospodyń wiejskich
- Ludowy Zespół Sportowy Zjednoczeni Kurzycko-Kłosów – założony 14.06.1975, barwy: czerwone, prezes: Józef Chrobak

## Atrakcje turystyczne
- Kościół pw. Świętych Apostołów Piotra i Pawła – salowy w stylu gotyckim, z kamienia polnego, ciosów granitowych i cegły, zbudowany w 1. poł. XIV w., z wieżą dobudowaną w 1611 i przebudowaną pod koniec XIX w.[20] Wewnątrz znajduje się wczesnobarokowy ołtarz z 1704 mistrza Hattenkerella z Morynia.
- Zespół folwarczny – z przełomu XIX i XX w., uległ dekompozycji i dewaloryzacji. Zabudowa podwórza gospodarczego zachowana fragmentarycznie, zdewaloryzowana, o zmienionej funkcji części obiektów. Podwórze gospodarcze rozbudowano po zach. stronie drogi wiejskiej o współczesną fermę trzody chlewnej, zaś wzdłuż drogi w zach. części miejscowości usytuowano kolonię mieszkalna pracowników dawnego PGR.
- Park dworski – założony w 2. połowie XIX w., powierzchnia 8,9 ha. Zachował się w formie zwartego pasa zieleni obu stronach rzeki Kurzycy. W parku kilka drzew pomnikowych. W płn.-wsch. części znajdują się ruiny grobowca właścicieli folwarku, układ nekropolii nieczytelny. Pałac posadowiony pierwotnie poza podwórzem folwarcznym, został rozebrany w latach 70. XX w.